# Hwg

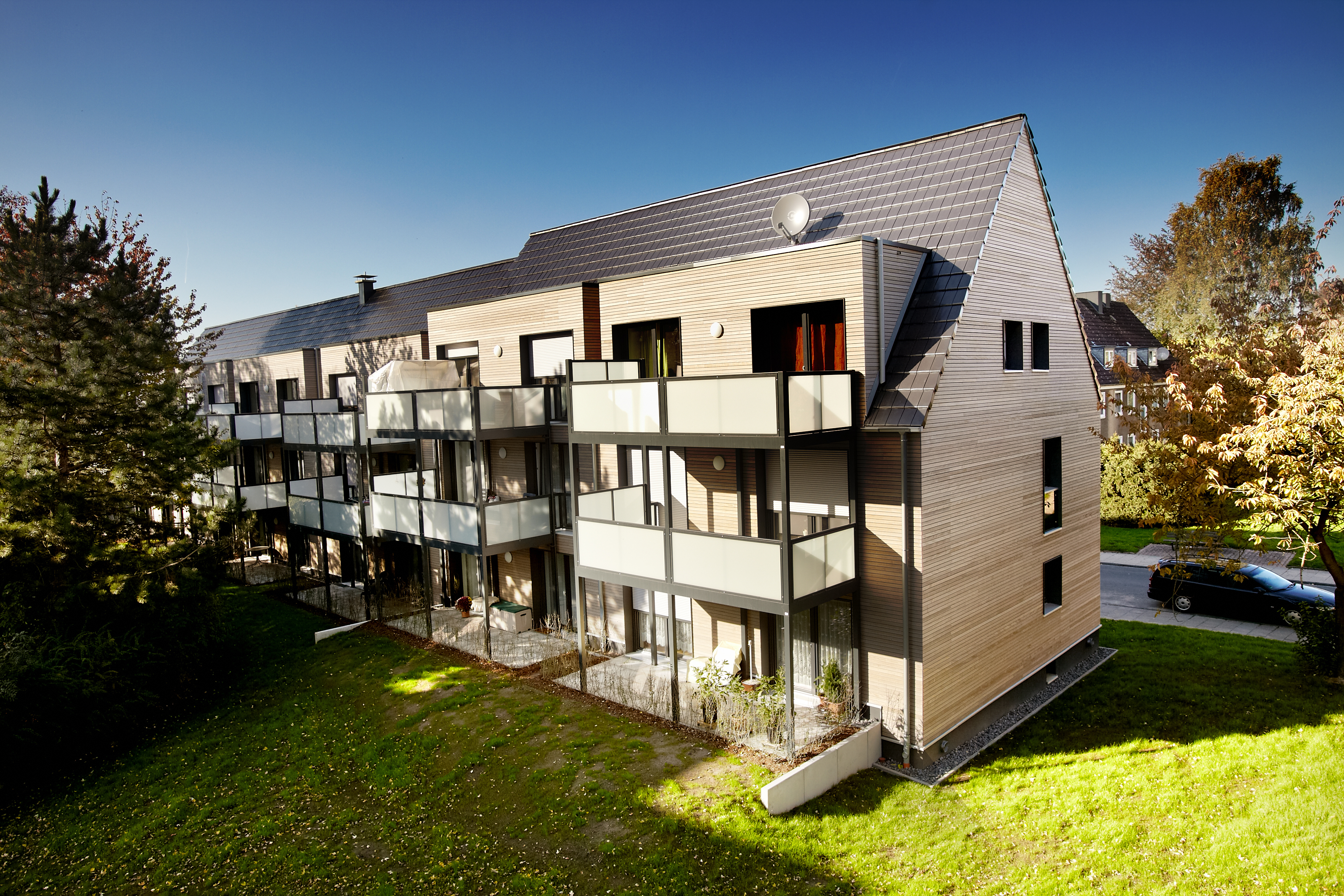
Modernisiertes Gebäude der Südstadt (Foto Behrendt und Rausch)

Die hwg eG ist eine Wohnungsgenossenschaft in Hattingen. Sie ist die größte Wohnungsgenossenschaft des Ennepe-Ruhr-Kreis. Ziel einer Wohnungsgenossenschaft ist es, ihre Mitglieder mit bezahlbarem und nachfragegerechtem Wohnraum zu versorgen.

## Geschichte
Am 5. Februar 1899 wurde die „Spar- und Baugenossenschaft des evangelischen Arbeiter- und Bürgervereins zu Hattingen eGmbH“ von 49 Personen ins Leben gerufen. Hintergrund der Gründung in einer Zeit großer Wohnungsnot ist die Idee, Menschen ein Dach über dem Kopf zu geben. Vorsitzender des Vorstands wurde der Redakteur Johannes Holthoff, stellvertretender Vorsitzender der Kaufmann Robert Hill. Zu den Schwerpunkten der Bebauung zählten „Im Heggerfeld“ und „Blankensteiner Straße“. Im Jahr der Gründung wurden bereits die ersten drei Doppelhäuser mit 24 Wohnungen an der Nordstraße fertig. 

Bau der Südstadt in den 50er Jahren

Vor Ausbruch des Zweiten Weltkriegs zählte die Genossenschaft 173 Wohnungen und 450 Mitglieder. Der Ausbruch des Krieges verhinderte jede weitere Bautätigkeit. Im Jahre 1942 kam es zur Fusion der Hattinger Genossenschaften „Spar- und Baugenossenschaft Hattingen“, „Ihre Genossenschaft“ und „Genossenschaft Wiederaufbau Winz-Baak“. Nach der Fusion stiegen die Mitgliederzahlen auf 613 Personen und 489 Wohnungen.
Zum 1. Juli 1945 kam Walter Schneider (1904–1968) als hauptamtliches Vorstandsmitglied zu den Hattinger Wohnstätten. Er baute die Genossenschaft zu einem bedeutenden Unternehmen in der Region aus. In den 1950er und 1960er Jahren entstand in der Hattinger Südstadt eine Siedlung mit rund 1200 Wohneinheiten, im Stadtteil Rauendahl ein weiteres Wohnungsbaugroßprojekt – beide mit insgesamt mehr als 3.000 Wohnungen. 1960 wurde die hwg zum Ausbildungsbetrieb.
Für die Mieter wurde das Jahr 1979 zu einem Meilenstein in der Geschichte der Hattinger Wohnstätten. Sie mussten nicht mehr auf die Zuteilung von Wohnungen warten, sondern konnten nun zwischen verschiedenen Angeboten wählen. Zu diesem Zeitpunkt hatte die hwg fast 6.000 Mitglieder und verfügte über einen Bestand von rund 4.300 Wohnungen.
Die hwg beschäftigt sich vermehrt mit der nachhaltigen Quartiersentwicklung ihrer Wohnungsbestände. Hierzu zählen vor allem die Großmodernisierung vorhandener Gebäude und Wohnungen in den verschiedenen Hattinger Quartieren, unter anderem im Rauendahl und in der Südstadt.
Zunehmend investiert die hwg auch in alternative Wohnkonzepte. Beispiele hierfür sind das Mehrgenerationenwohnprojekt „Wir wohnen zusammen“ (WiWoZu e.V.) oder die Demenz-WG in der Hattinger Südstadt. Die hwg hält einen Bestand von mehr als 4.000 Wohnungen und hat rund 5.300 Mitglieder. An der Spitze der Wohnungsgenossenschaft stehen derzeit der Vorstandsvorsitzende David Wilde und Erika Müller-Finkenstein.

## Soziales Engagement
Zahlreiche Veranstaltungen und Vereine, die zum gesellschaftlichen Leben der Stadt gehören, werden von der hwg unterstützt. Hierzu zählt der Hattinger Ferienspaß. Die Schwerpunkte ihres Sponsorings liegen bei Projekten, die sich mit der Förderung von Kindern und Jugendlichen, Ökologie und sozialen Projekten befassen.

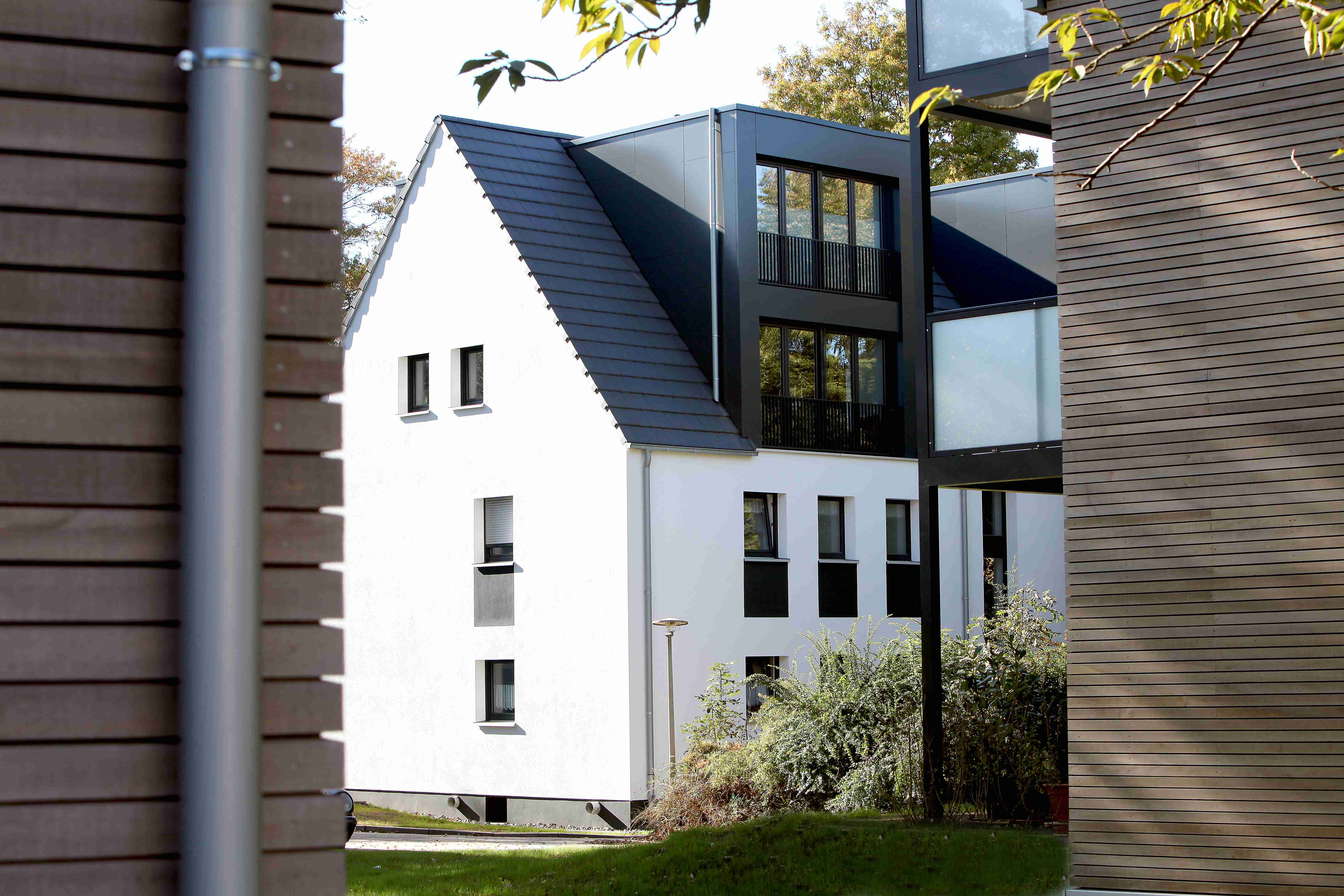
Wohngebäude aus dem Bestand der hwg

Anlässlich des 120. Jubiläums der hwg 2019 wurde zwölf Monate lang je ein soziales Projekt ausgewählt und mit 1.000 Euro unterstützt. Dazu gehören neben der Kindergarten-Initiative „Qualität vor Ort“ die Villa Kunterbunt e.V., die Wohnungslosenhilfe der Diakonie Mark Ruhr, der Förderverein der Grundschule Holthausen, die Ökumenische Krankenhaushilfe am Evangelischen Krankenhaus in Hattingen, die Hattinger Flüchtlingshilfe, der Verein Artenschutz Ruhrgebiet e.V., die Krebshilfe Sprockhövel/Hattingen sowie das Katholische Familienzentrum St. Christophorus.
Auf der Grundlage von Ideen, die teilweise auch von außen an die hwg herangetragen werden, entwickelt die Wohnungsbaugenossenschaft als „lernendes Unternehmen“ Wohnideen auf der Basis sozialen Engagements. Dazu zählen das Wohnen mit mehreren Generationen in einem Gebäude – jeder in einer eigenen Wohnung, aber mit gemeinsam genutzten Gemeinschaftsräumen und in gemeinsamer Verantwortung für alle Bewohner. Dazu gehört ein Wohnprojekt mit der Lebenshilfe Hattingen, indem vier junge Männer mit geistigem Handicap zusammenleben oder die Demenz-WG.

## Projekte

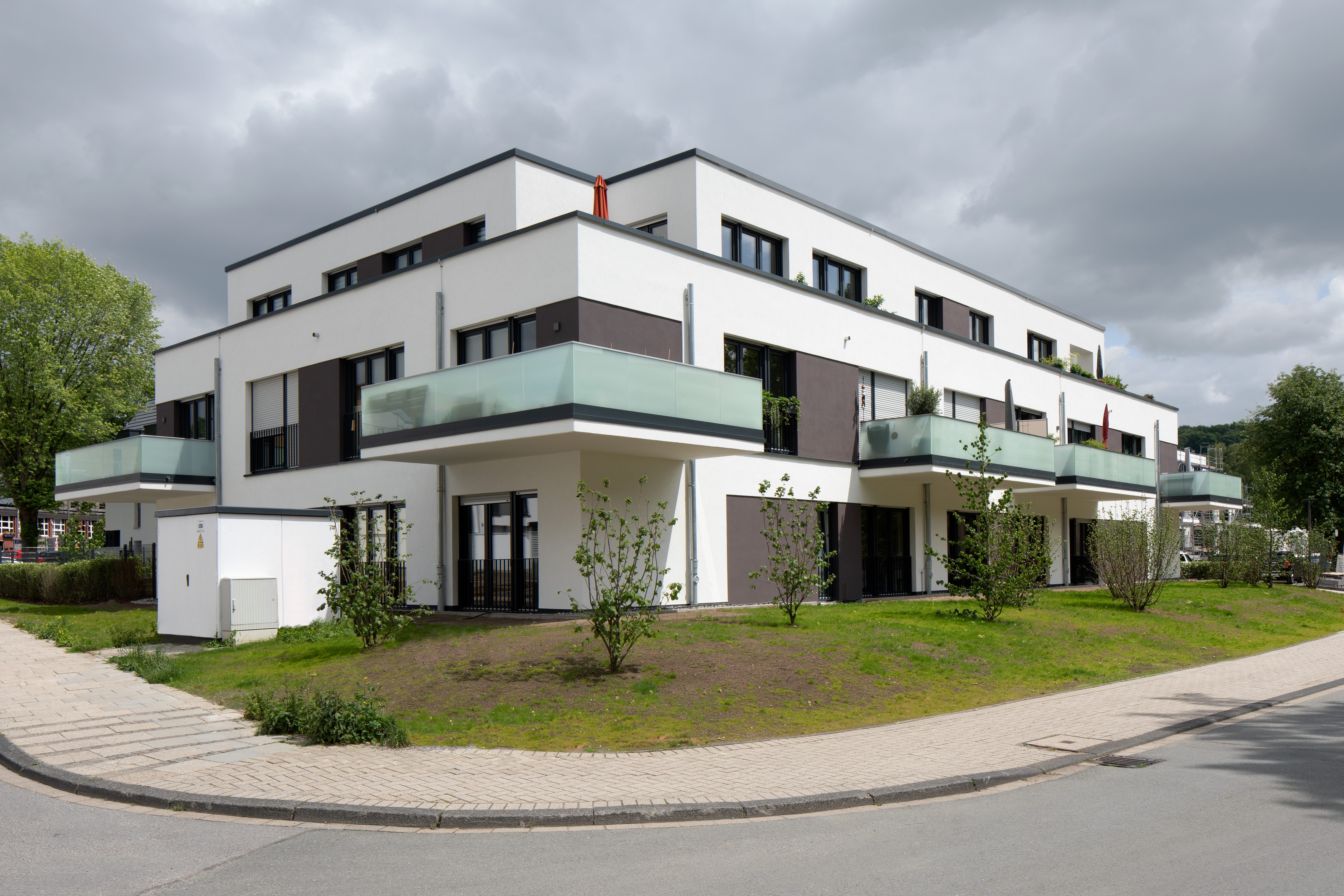
Demenz-WG in der Hattinger Südstadt

Zu den Projekten der hwg zählen Bauprojekte und Wohnprojekte. Neben der Bautätigkeit engagiert sich die hwg auch für mehr Artenvielfalt.
In Zusammenarbeit mit dem Naturschutzbund Deutschland (NABU) gestaltet die hwg einige ihrer Grünflächen in natürliche Wiesen um. Dadurch hat die Genossenschaft etwa 35.000 m² Blühwiese angelegt.
Zu den Wohnprojekten der hwg zählen das Mehrgenerationenwohnprojekt mit dem Verein WiWoZu e. V., das Wohnprojekt mit dem Verein „Projekt Wohnen Hattingen“ (ProWoHat e. V.), eine Demenz-WG und eine Wohngemeinschaft von jungen Männern mit geistiger Beeinträchtigung.
Im Januar 2019 wurde die Demenz-Wohngemeinschaft in der Hattinger Südstadt bezogen. Neben laufenden Bauprojekten in der Modernisierung von Wohnraum in verschiedenen Quartieren in Hattingen entwickelt die hwg im Rahmen eines Gemeinschaftsprojektes auf dem Grundstück „Alte Feuerwache“ ein nachhaltig ausgerichtetes Wohnquartier für alle Generationen mit ergänzenden Gesundheitsangeboten. Ein Teil der geplanten Flächen soll für ein gemeinschaftliches Wohnprojekt zur Verfügung gestellt werden. Die Stiftung trias möchte am Ort ihres Stammsitzes erstmals ein Wohnprojekt initiieren. Die vorhandenen Gebäude sollen abgebaut werden und durch einen Neubau, welcher den Schlauchturm der 1910 errichteten Feuerwache als Gestaltungselement aufgreift, ersetzt werden. Geplant sind 38 Wohnungen und im ersten Bauabschnitt ein Ärztehaus und Tiefgaragen. Projektstart soll 2020 sein. Die ersten Mieter sollen 2021 einziehen.
Mehrfach wurde die hwg mit dem Prädikat „familienfreundliches Unternehmen“ ausgezeichnet.